# Atlético Cuauhtémoc
Atlético Cuauhtémoc ist eine ehemalige Fußballmannschaft der Universidad Cuauhtémoc in Aguascalientes, der Hauptstadt des gleichnamigen  mexikanischen Bundesstaates Aguascalientes.

## Geschichte
Die Profifußballmannschaft wurde 2002 gegründet und spielte zunächst in der viertklassigen Tercera División. Nachdem die Meisterschaft dieser Liga in der Clausura 2005 hatte gewonnen werden können, schaffte die Mannschaft den Aufstieg in die drittklassige Segunda División, in der sie in den folgenden drei Spielzeiten (2005/06 bis 2007/08) vertreten war. 
Ihre erfolgreichsten Spielzeiten waren die Apertura 2006 und die Apertura 2007, in denen jeweils die Qualifikation für die im Play-off-Verfahren ausgetragene Meisterschaftsendrunde gelang. Ende 2006 scheiterte Cuauhtémoc im Achtelfinale gegen das B-Team der Alacranes de Durango und ein Jahr später im Viertelfinale gegen den CF Soccer Manzanillo.
Als im Sommer 2008 die Segunda División eine neue Struktur erhielt, verlor Atlético Cuauhtémoc seinen Platz in der Liga und wurde in den CF Guayaberos de Calvillo umgewandelt, der für einige Spielzeiten in der Gruppe X der Tercera División vertreten war. 

## Erfolge
- Meister der Tercera División: Clausura 2005